# حلقه تقسیم
در جبر مجرد، یک حلقه تقسیم (به انگلیسی: Division Ring) که به آن میدان کج یا میدان اریب نیز گفته می شود، حلقه ای است که در آن امکان تقسیم کردن وجود دارد. به طور خاص، این حلقه ها، حلقه هایی ناصفر هستند که  هر عنصر ناصفر {\displaystyle a} آن معکوس ضربی داشته باشد، یعنی برای آن عضوی چون {\displaystyle x} وجود دارد به گونه ای که {\displaystyle a.x=x.a=1}. به بیان دیگر، یک حلقه، حلقه ی تقسیم است اگر و تنها اگر گروه عناصر یکال (به انگلیسی: Unit) آن برابر با کل عناصر ناصفرش باشد. یک حلقه تقسیم از نوع حلقه ناجابجایی است، یعنی لزوماً جابجایی نیست.
تنها تفاوت حلقه تقسیم و میدان در این است که میدان جابجایی است ولی حلقه تقسیم لزوماً جابجایی نیست. با این حال، قضیه کوچک ودربرن بیان می دارد که تمام حلقه های تقسیم متناهی جابجایی بوده و لذا میدان متناهی اند. به طور تاریخی، حلقه های تقسیم را میدان می نامیدند در حالی که میدان ها را "میدان های جابجایی" می نامیدند.
تمام حلقه های تقسیم ساده اند، یعنی هیچ ایده‌آل دو سویه غیر از ایده‌آل صفر و خود حلقه ندارند.